# Skara Sommarland
Skara Sommarland is een attractiepark en waterpark met een camping, 8 km ten oosten gelegen van het Zweedse Skara.
In het park stond vroeger Europa's eerste staande achtbaan. Stand Up werd in 1988 geopend, maar moest in 1994 weer sluiten. Sinds 2009 heeft het park met Tranan wel een andere speciale achtbaan. Het is namelijk de enige achtbaan van het unieke Freefly-model van S&S Worldwide.
Het park heeft voor de rest nog twee familieachtbanen, en andere attractietypen zoals een boomstamattractie, een kartbaan een quad-parcours en de heftige flatride Snake, een variant op de Booster van fabrikant Funtime.

## Galerij

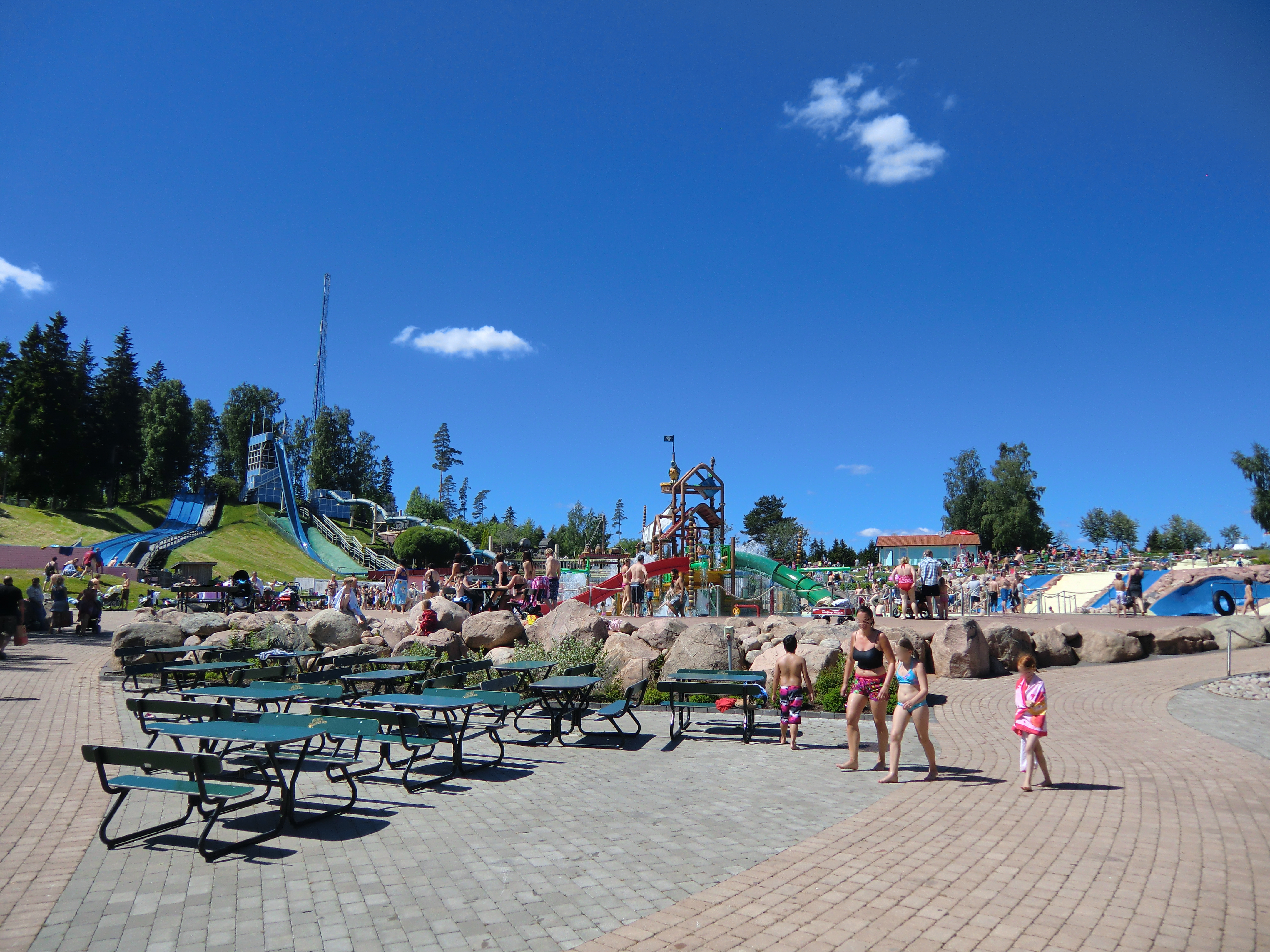
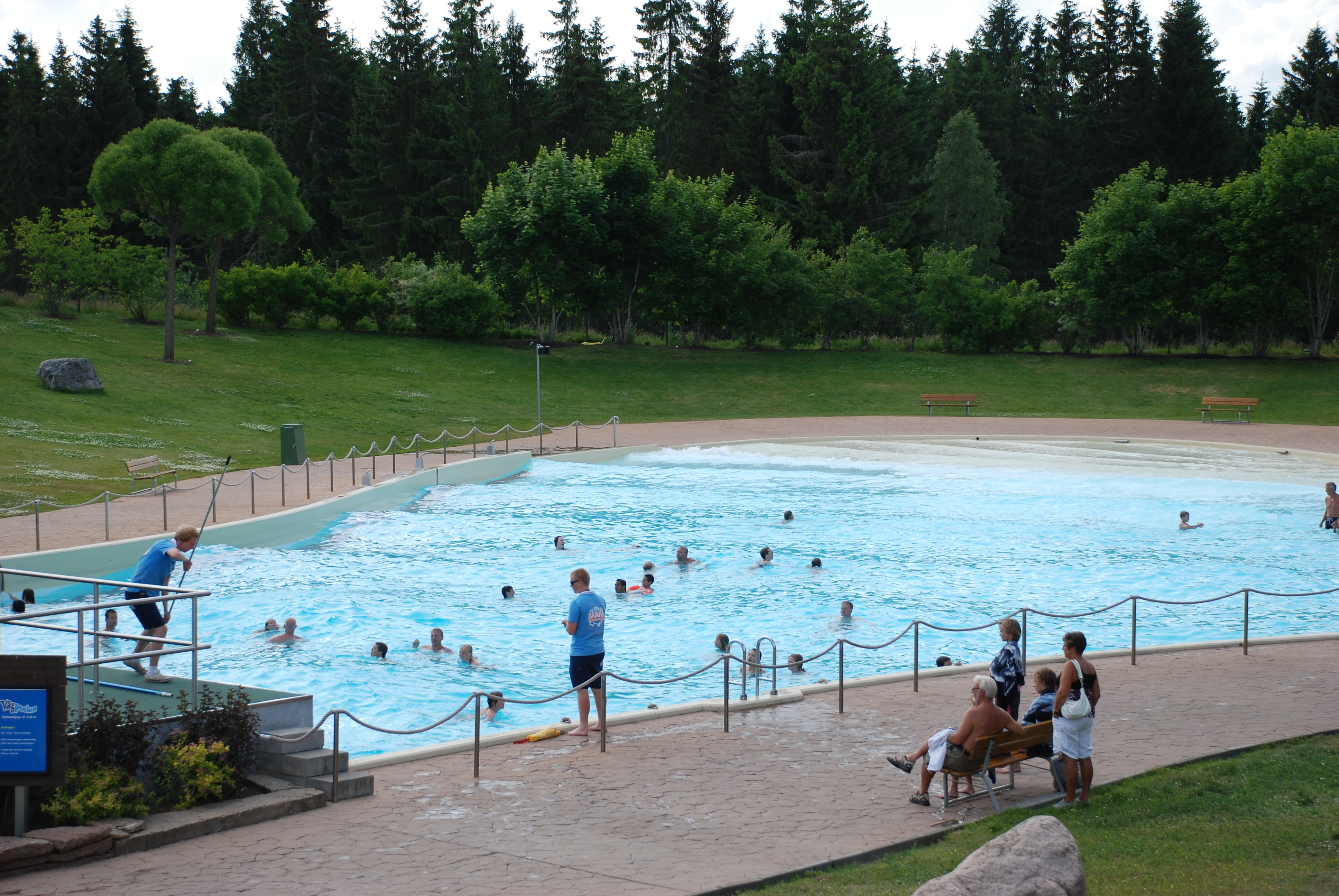